# Bretteville-sur-Laize
Bretteville-sur-Laize är en kommun i departementet Calvados i regionen Normandie i norra Frankrike. Kommunen ligger i kantonen Bretteville-sur-Laize som ligger i arrondissementet Caen. År 2022 hade Bretteville-sur-Laize 1 911 invånare.

## Befolkningsutveckling
Antalet invånare i kommunen Bretteville-sur-Laize
Referens: INSEE